# Traktat Pinckneya
Traktat Pinckneya – był to traktat między Królestwem Hiszpanii a USA podpisany w Eskurialu 27 października 1795 roku.

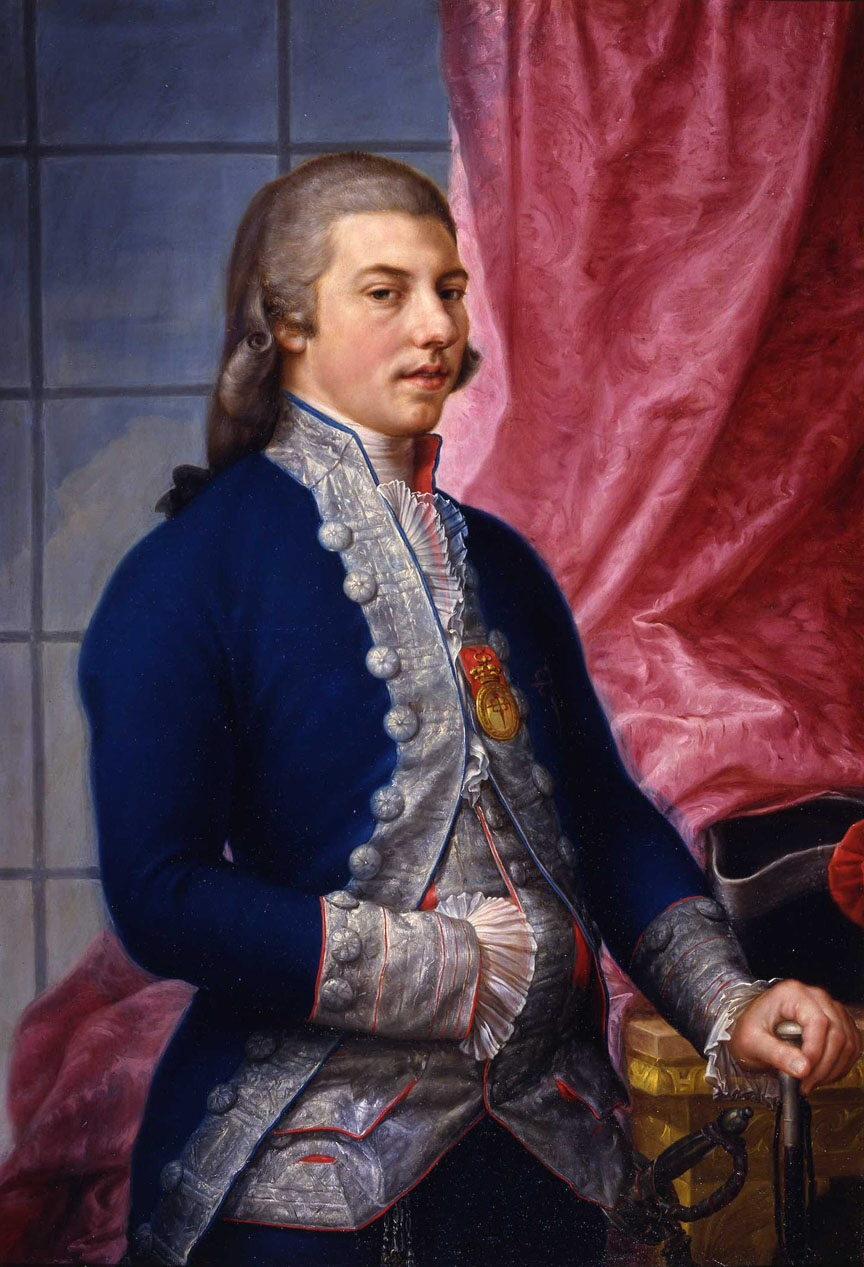
Manuel de Godoy
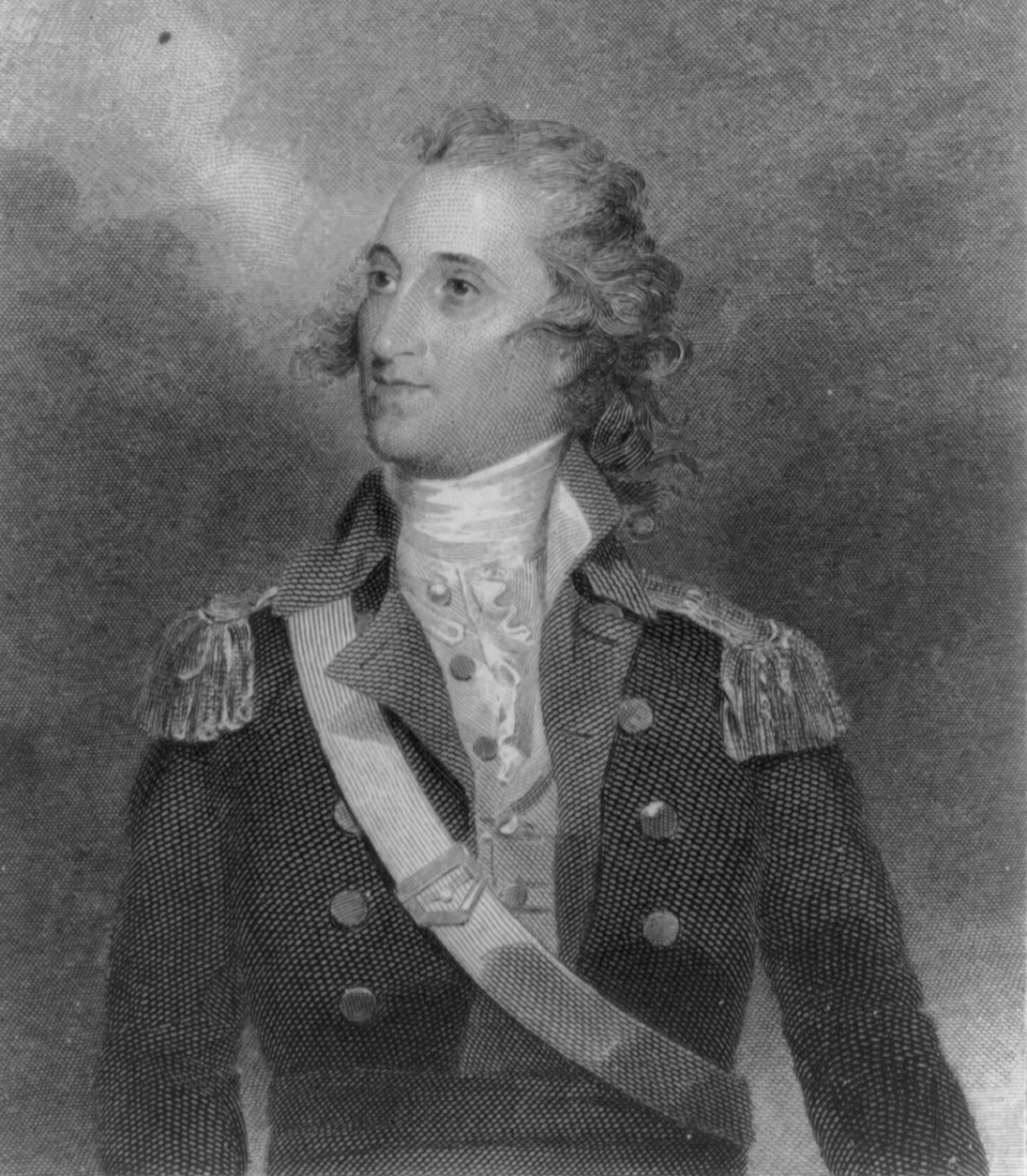
Thomas Pinckney

W lutym 1796 poddany pod rozpatrzenie Kongresu USA, przyjęty przezeń 7 marca. Ratyfikowany przez Hiszpanię 25 kwietnia 1796 roku. Ogłoszony 3 sierpnia 1796.
Jego sygnatariuszami byli: pierwszy minister hiszpański Manuel de Godoy i poseł nadzwyczajny USA w Hiszpanii Thomas Pinckney
Traktat dotyczył przyjaźni między obu narodami i regulacji granicy Georgii (USA) z hiszpańską Florydą oraz:
- Hiszpanie zezwolili Amerykanom na swobodną żeglugę po Missisipi
- ustalili prawo składowania towarów w Nowym Orleanie
- ustalono granicę wzdłuż 31 równoleznika

Sukces dyplomatyczny uczynił z Pinckneya osobę znaną i poważaną, dlatego w 1796 Partia Federalistyczna wystawiła go jako kontrkandydata dla Jeffersona w wyborach prezydenckich.